# Anambé-escamoso
Anambé-escamoso (Ampelioides tschudii) é uma espécie de ave da família Cotingidae. É a única espécie do género Ampelioides. Pode ser encontrada nos seguintes países: Bolívia, Colômbia, Equador, Peru e Venezuela. Os seus habitats naturais são: regiões subtropicais ou tropicais húmidas de alta altitude.